# 歌会始

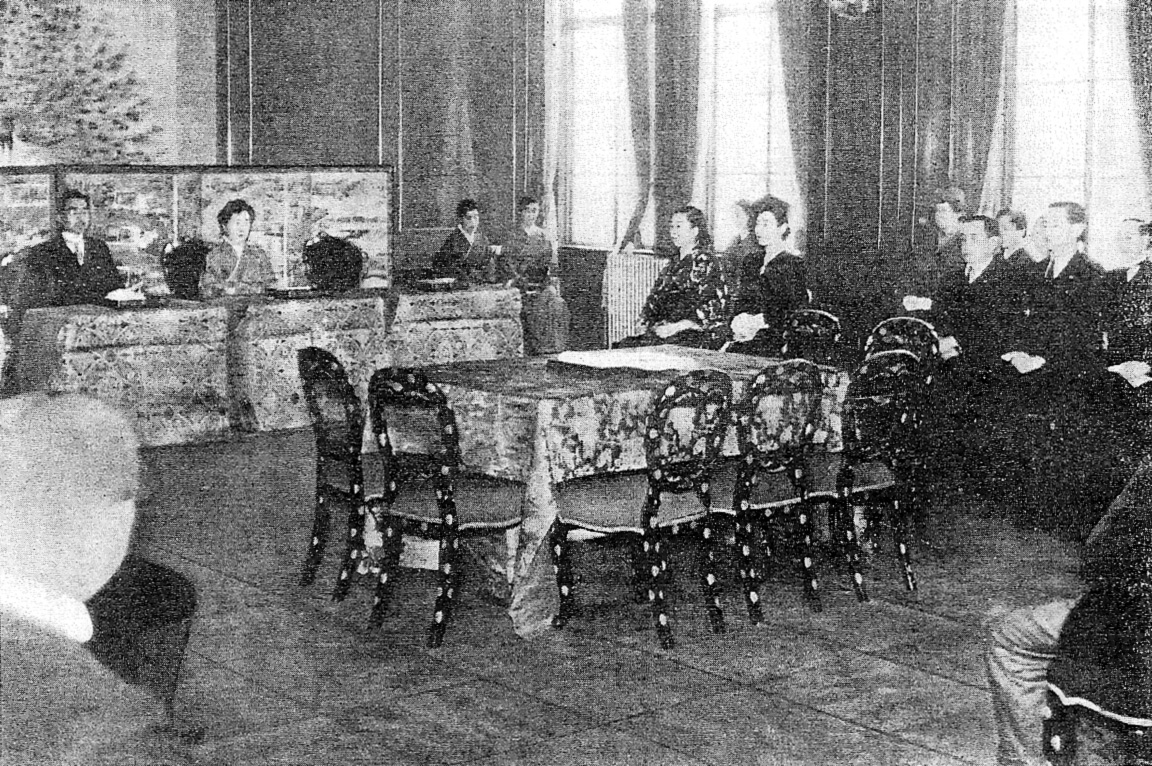
1950年頃、宮中歌会始

歌会始（うたかいはじめ）は、和歌（短歌）を披露しあう「歌会」で、その年の始めに行うものを指す。現在では、年頭に行われる宮中での「歌会始の儀」が特に有名。

## 概要
元々は、上代にて皇族・貴族等が集い和歌（短歌）を披露しあう「歌会」で、その年の始めに行うものを指す。
今日では宮中歌会始（後述）の他に、京都冷泉家（公家の流れを汲む）で行なわれているものが有名である。冷泉家では、狩衣や袿などの平安装束を身にまとい、数十名が集って行なわれるもので、京都の風物詩として、毎年マスコミ報道、古文教科書（資料集）で紹介される。
この他に、一般の和歌教室（短歌会）で、講師や生徒が年始に歌を披露しあう集いを「歌会始」と呼ぶところもある。

## 宮中歌会始

### 歴史
起源は必ずしも明らかではないが、鎌倉中期には、『外記日記』に亀山天皇期の文永4年（1267年）1月15日に宮中で「内裏御会始」という歌会が行われたと記録されている。ただし、当時は作文始・御遊始（管弦）と合わせた一連の行事として捉えられて御会始（歌御会始）と呼ばれており、1日のうちに3つを行うのが通例と考えられていた。また年始に限らず、天皇や治天の君の執政開始後に開催される場合もあった。ただし、御会始そのものは室町時代に中絶しており、『晴和歌御会作法故実』（著者不明であるが、霊元上皇書写の国立歴史民俗博物館所蔵本がある）という書物によれば、後円融天皇の永和年間の和歌御会始を模範として後柏原天皇が明応10年（文亀元年/1501年）正月の月次歌会を独立した儀式として執り行ったことが記されており、これが歌会始の直接的起源であると考えられている。江戸時代からはほぼ毎年開催され、少しずつ変化をしながら現在に至る。
近代においては、明治2年（1869年）に京都御所の小御所で行われたのが最初であった。明治7年（1874年）には一般国民からの詠進も広く認められるようになり、明治12年（1879年）からは詠進歌も詠みあげられるようになった。さらに明治15年（1882年）以降は、天皇の御製や一般の詠進歌が新聞や官報などで発表されるようになった。詠進歌の選考は宮内省に置かれた御歌所が行なった。士族出身ながらも宮中女官となった平尾鉐は18歳の時に歌の師である八田知紀の推薦で宮中に入り、皇后美子より、歌子の名を賜う など、このころには歌の才を認められて重用される者も現れた。
歌御会始の題（指定されるテーマ）は勅題（ちょくだい）といわれる。
昭和3年（1928年）には、歌会始の式次第が定められ、それまで「歌御会始」だったのが、「歌会始」に改称される。
昭和22年（1947年）より、現在のように皇族のみならず国民からも和歌を募集し、在野の著名な歌人（選者）に委嘱して選歌の選考がなされるようになった。それにともない、勅題はお題（おだい）といわれるようになり、平易なものになった。これにより、上流社会の行事から一般の国民が参加できる文化行事へと変化を遂げた。

### 現在の歌会始
例年、お題として漢字一字が指定され、歌の中にこの字が入ることが条件となる（読み方は問わない）。9月末頃の締め切りまで、宮内庁が管轄して広く一般から詠進歌の募集を受け付ける。応募方法は基本的に毛筆で自筆し郵送するが、身体障害を持つ者のために代筆、ワープロ・パソコンでのプリント、点字での応募も可能である。応募された詠進歌の中から選者が10作を選出する。選出された歌は「選歌」として、官報の皇室事項欄及び新聞等にも掲載される。選歌にならなかった場合も、佳作として新聞等に掲載されるものもある。
歌会始の儀は、かつては1月15日の成人の日に、現在は1月10日前後に皇居宮殿「松の間」にて行われ、「選歌」の詠進者全員や選者らが招かれる他、陪席者も多数招かれる。大まかな流れは以下の通り。
- 天皇・皇族が松の間に出御する（全員起立）。侍従と女官がそれぞれ、「御製」（おほみうた、天皇の歌）と「皇后宮御歌」（きさいのみやのみうた、皇后の歌）を捧持し、天皇・皇后の座の前の盆に置く。
- 披講（歌を詠み上げること）する披講所役は、司会にあたる読師（どくじ・1人）、最初に節を付けずに全ての句を読み上げる講師（こうじ・1人）、講師に続いて第1句から節を付けて吟誦する発声（はっせい・1人）、第2句以下を発声に合わせて吟誦する講頌（こうしょう・4人）からなり、松の間の中央の席で式次第を取り仕切る。これらの所役は「披講会」という団体に属する旧華族の子弟が宮内庁式部職の嘱託として務める。披講は綾小路流で行われる。講師が「年の始めに、同じく、（お題）ということを仰せ事に依りて、詠める歌」と言い、披講が始まる。
- まず、以下の順番で詠進歌が披講される。該当者は披講の際は起立し、天皇に一礼する。
  - 選歌（詠進者の年齢の低いものから。歌に先立ち、都道府県名[注釈 1]と氏名（氏と名の間に「の」を入れる）が呼称される）
  - 選者（代表1名）の詠進歌
  - 召人（めしうど―特に天皇から召された者、毎年1名）の詠進歌
  - 皇族（三后並びに皇太子及び皇太子妃を除く。代表1名）の詠進歌（歌に先立ち、親王と王は「…のみこ」、親王妃と王妃は「…のみこのみめ」、内親王と女王[8] は「…のひめみこ」と呼称される）
  - 東宮妃（ひつぎのみこのみめ〈皇太子妃〉）の詠進歌
  - 東宮（ひつぎのみこ〈皇太子〉）の詠進歌の順で披講される。
- 皇后宮御歌を披講。披講前に読師が皇后の前に進みでて色紙を拝受する。披講の前には講師が改めてがその年のお題を読み上げ、「…ということを詠ませ賜える皇后宮御歌」というと、天皇以外の出席者が起立する。皇后宮御歌は2回[注釈 2]繰り返して講ぜられる。なお、皇太后が健在時には、皇后宮御歌に先立って「皇太后宮御歌」（おほきさいのみやのみうた）が講ぜられる。
- 御製を披講。披講前に読師が天皇の前に進みでて色紙を拝受する。講師の「…ということを詠ませ賜える御製」に合わせて天皇以外の出席者が起立、御製を拝聴する。御製は3回[注釈 3]繰り返して講ぜられる。
- 天皇・皇族が還御する。

儀式次第は、NHKの総合テレビで、全国に生中継される。アナウンサー1名が式次第を実況し、披講の最中に詠まれている歌の背景などを解説する。式次第の終了後、番組の最後に来年度のお題が発表され、詠進の方法もアナウンスされる。当日のニュースでもその模様や詠まれた歌が紹介される場合がある。
披講所役による朗詠そのものの持つ「質的な魅力」に加え、各地の国民の詠進歌が披露されるという全国大会のような興味、また、天皇・皇后をはじめ皇族の詠進歌には、心情・近況が示唆されることもあり、注目を浴びる宮中行事の一つである。

#### 歌会始の選者
毎年、応募作品の中から佳作を最終的に選考する歌人。民間の著名な歌人の中から5人が選出され、引退や死去等で欠員が出た場合に新たに選者を補充する形をとっている。
| 選者     | 在職時期             |
| -------- | -------------------- |
| 永田和宏 | 平成16年（2004年） - |
| 大辻隆弘 | 令和5年（2023年） -  |
| 三枝昂之 | 平成20年（2008年） - |
| 内藤明   | 平成24年（2012年） - |
| 今野寿美 | 平成27年（2015年） - |

| 選者       | 在職時期 |
| ---------- | --- |
| 窪田通治   | 昭和22年（1947年） - 昭和31年（1956年） |
| 斎藤茂吉   | 昭和22年（1947年） - 昭和26年（1951年） |
| 佐佐木信綱 | 昭和22年（1947年） |
| 千葉胤明   | 昭和22年（1947年） |
| 鳥野幸次   | 昭和22年（1947年） - 昭和24年（1949年） |
| 川田順     | 昭和23年（1948年） |
| 吉井勇     | 昭和23年（1948年） - 昭和35年（1960年） |
| 尾上八郎   | 昭和24年（1949年） - 昭和32年（1957年） |
| 折口信夫   | 昭和25年（1950年） - 昭和26年（1951年） |
| 土屋文明   | 昭和28年（1953年） - 昭和37年（1962年） |
| 尾山篤二郎 | 昭和29年（1954年） - 昭和31年（1956年） |
| 太田みつ   | 昭和32年（1957年） - 昭和40年（1965年） |
| 松村英一   | 昭和32年（1957年） - 昭和40年（1965年） ・ 昭和43年（1968年） - 昭和44年（1969年）                                                                                       |
| 木俣修二   | 昭和34年（1959年） - 昭和41年（1966年） ・ 昭和44年（1969年） - 昭和45年（1970年） ・ 昭和47年（1972年） - 昭和50年（1975年） ・ 昭和52年（1977年） - 昭和58年（1983年） |
| 五島美代子 | 昭和34年（1959年） - 昭和40年（1965年） |
| 鹿児島寿蔵 | 昭和38年（1963年） - 昭和41年（1966年） ・ 昭和45年（1970年） - 昭和46年（1971年） ・ 昭和48年（1973年） - 昭和49年（1974年）                                            |
| 岡野直七郎 | 昭和41年（1966年） - 昭和42年（1967年） |
| 橋本徳寿   | 昭和41年（1966年） - 昭和42年（1967年） |
| 山下陸奥   | 昭和41年（1966年） - 昭和42年（1967年） |
| 佐藤佐太郎 | 昭和42年（1967年） - 昭和43年（1968年） ・ 昭和46年（1971年） - 昭和47年（1972年） ・ 昭和49年（1974年） - 昭和53年（1978年）                                            |
| 宮肇       | 昭和42年（1967年） - 昭和43年（1968年） ・ 昭和46年（1971年） - 昭和47年（1972年） ・ 昭和49年（1974年） - 昭和51年（1976年） ・昭和53年（1978年）                       |
| 長谷川銀作 | 昭和43年（1968年） - 昭和44年（1969年） |
| 山下秀之助 | 昭和43年（1968年） - 昭和44年（1969年） |
| 窪田章一郎 | 昭和44年（1969年） - 昭和45年（1970年） ・ 昭和47年（1972年） - 昭和48年（1973年） ・ 昭和57年（1982年） - 昭和61年（1986年）                                            |
| 太田兵三郎 | 昭和45年（1970年） - 昭和46年（1971年） ・ 昭和51年（1976年） - 昭和52年（1977年）                                                                                       |
| 加藤将之   | 昭和45年（1970年） - 昭和46年（1971年） ・ 昭和48年（1973年） - 昭和49年（1974年）                                                                                       |
| 前田透     | 昭和47年（1972年） - 昭和48年（1973年） ・ 昭和57年（1982年） - 昭和59年（1984年）                                                                                       |
| 香川進     | 昭和50年（1975年） - 昭和56年（1981年） ・ 昭和59年（1984年） - 昭和63年（1988年）                                                                                       |
| 山本友一   | 昭和50年（1975年） - 昭和56年（1981年） ・ 昭和59年（1984年） - 昭和61年（1986年）                                                                                       |
| 上田三四二 | 昭和54年（1979年） - 昭和59年（1984年） ・ 昭和62年（1987年） - 昭和63年（1988年）                                                                                       |
| 岡野弘彦   | 昭和54年（1979年） - 昭和58年（1983年） ・ 昭和60年（1985年） - 平成20年（2008年）                                                                                       |
| 渡辺弘一郎 | 昭和60年（1985年） - 平成4年（1992年） |
| 武川忠一   | 昭和62年（1987年） - 平成15年（2003年） |
| 田谷鋭     | 平成2年（1990年） - 平成9年（1997年） |
| 千代國一   | 平成2年（1990年） - 平成9年（1997年） |
| 岡井隆     | 平成5年（1993年） - 平成26年（2014年） |
| 島田修二   | 平成10年（1998年） - 平成16年（2004年） |
| 安永蕗子   | 平成10年（1998年） - 平成19年（2007年） |
| 河野裕子   | 平成21年（2009年） - 平成22年（2010年） |

#### 召人
- 1948　千葉胤明・佐佐木信綱
- 1949　武島又次郎（羽衣）・遠山英一
- 1950　金子雄太郎（薫園）・鳥野幸次
- 1951　太田貞一（水穂）・岡三郎（麓）
- 1952 （喪）
- 1953　新村出・會津八一
- 1954　香取秀治郎（秀真）・小杉國太郎（放庵）
- 1955　川合芳三郎（玉堂）・柳田國男
- 1956　湯川秀樹・谷崎潤一郎（欠席）
- 1957　金田一京助・窪田通治（空穂）
- 1958　牧野英一・尾山篤二郎
- 1959　安田新三郎（靫彦）・佐藤春夫
- 1960　石坂泰三・入江俊郎
- 1961　中川一政・佐藤達夫
- 1962　中村孝也・上山英三
- 1963　土屋文明・高田保馬
- 1964　花田大五郎・高村豊周
- 1965　武井大助・久保田貫一郎
- 1966　清水秀・堀口捨巳
- 1967　南原繁・堀口大學
- 1968　松山茂助
- 1969　高木市之助
- 1970　久松潜一
- 1971　内藤濯
- 1972　高崎正秀
- 1973　中西悟堂
- 1974　森本治吉
- 1975　坂口謹一郎
- 1976　高崎英雄
- 1977　宇田道隆
- 1978　井出一太郎
- 1979　犬養孝
- 1980　佐藤朔
- 1981　奥田元宋
- 1982　安東聖空
- 1983　桑田忠親
- 1984　山本健吉
- 1985　宇野信夫
- 1986　宮本顯一
- 1987　直木孝次郎
- 1988　井上靖
- 1989 （喪）
- 1990　飯島宗一
- 1991　梅原猛
- 1992　長沢美津
- 1993　吉田正俊
- 1994　中西進
- 1995　五島茂
- 1996　加藤克巳
- 1997　齋藤史
- 1998　橋元四郎平
- 1999　藤田良雄
- 2000　可部恒雄
- 2001　上田正昭
- 2002　扇畑忠雄
- 2003　酒井忠明
- 2004　大岡信
- 2005　清水房雄
- 2006　森岡貞香
- 2007　大津留温
- 2008　宮英子
- 2009　谷川健一
- 2010　武川忠一
- 2011　安永蕗子
- 2012　辻井喬
- 2013　岡野弘彦
- 2014　芳賀徹
- 2015　春日真木子
- 2016　尾崎左永子
- 2017　久保田淳
- 2018　黒井千次
- 2019　鷹羽狩行
- 2020　栗木京子
- 2021　加賀乙彦
- 2022　菅野昭正
- 2023　小島ゆかり
- 2024　栄原永遠男
- 2025　三田村雅子

### 勅題・お題一覧

#### 明治・大正時代
| 明治2年（1869年）  | 春風来海上                                                     |
| 明治3年（1870年）  | 春来日暖                                                       |
| 明治4年（1871年）  | 貴賤春迎                                                       |
| 明治5年（1872年）  | 風光日々新                                                     |
| 明治6年（1873年）  | 新年祝道                                                       |
| 明治7年（1874年）  | 迎年言志                                                       |
| 明治8年（1875年）  | 都鄙迎年                                                       |
| 明治9年（1876年）  | 新年望山                                                       |
| 明治10年（1877年） | 松不改色                                                       |
| 明治11年（1878年） | 鴬入新年語                                                     |
| 明治12年（1879年） | 新年祝言                                                       |
| 明治13年（1880年） | 庭上鶴馴                                                       |
| 明治14年（1881年） | 竹有佳色                                                       |
| 明治15年（1882年） | 河水久澄                                                       |
| 明治16年（1883年） | 四海清                                                         |
| 明治17年（1884年） | 晴天鶴                                                         |
| 明治18年（1885年） | 雪中早梅                                                       |
| 明治19年（1886年） | 緑竹年久                                                       |
| 明治20年（1887年） | 池水浪静                                                       |
| 明治21年（1888年） | 雪埋松                                                         |
| 明治22年（1889年） | 水石契久                                                       |
| 明治23年（1890年） | 寄国祝                                                         |
| 明治24年（1891年） | 社頭祈世                                                       |
| 明治25年（1892年） | 日出山                                                         |
| 明治26年（1893年） | 巌上亀                                                         |
| 明治27年（1894年） | 梅花先春                                                       |
| 明治28年（1895年） | （寄海祝） ※日清戦争（明治天皇が広島大本営に行幸中）のため中止 |
| 明治29年（1896年） | 寄山祝                                                         |
| 明治30年（1897年） | （松影映水） ※英照皇太后崩御のため中止                         |
| 明治31年（1898年） | （新年雪） ※英照皇太后喪中のため中止                           |
| 明治32年（1899年） | 田家煙                                                         |
| 明治33年（1900年） | 松上鶴                                                         |
| 明治34年（1901年） | 雪中竹                                                         |
| 明治35年（1902年） | 新年梅                                                         |
| 明治36年（1903年） | 新年海                                                         |
| 明治37年（1904年） | 巌上松                                                         |
| 明治38年（1905年） | 新年山                                                         |
| 明治39年（1906年） | 新年河                                                         |
| 明治40年（1907年） | 新年松                                                         |
| 明治41年（1908年） | 社頭松                                                         |
| 明治42年（1909年） | 雪中松                                                         |
| 明治43年（1910年） | 新年雪                                                         |
| 明治44年（1911年） | 寒月照梅花                                                     |
| 明治45年（1912年） | 松上鶴                                                         |

| 大正2年（1913年）  | ※明治天皇喪中につき中止   |
| 大正3年（1914年）  | 社頭杉                    |
| 大正4年（1915年）  | ※昭憲皇太后喪中につき中止 |
| 大正5年（1916年）  | 寄国麗                    |
| 大正6年（1917年）  | 遠山雪                    |
| 大正7年（1918年）  | 海辺松                    |
| 大正8年（1919年）  | 朝晴雪                    |
| 大正9年（1920年）  | 田家早梅                  |
| 大正10年（1921年） | 社頭暁                    |
| 大正11年（1922年） | 旭光照波                  |
| 大正12年（1923年） | 暁山雲                    |
| 大正13年（1924年） | 新年言志                  |
| 大正14年（1925年） | 山色連天                  |
| 大正15年（1926年） | 河水清                    |

#### 昭和時代
| 昭和2年（1927年）  | （海上風静） ※大正天皇喪中につき中止           |
| 昭和3年（1928年）  | 山色新                                         |
| 昭和4年（1929年）  | 田家朝                                         |
| 昭和5年（1930年）  | 海邊巖                                         |
| 昭和6年（1931年）  | 社頭雪                                         |
| 昭和7年（1932年）  | 暁鷄聲                                         |
| 昭和8年（1933年）  | 朝海                                           |
| 昭和9年（1934年）  | ※朝香宮妃喪中につき中止                        |
| 昭和10年（1935年） | 池邊鶴                                         |
| 昭和11年（1936年） | 海上雲遠                                       |
| 昭和12年（1937年） | 田家雪                                         |
| 昭和13年（1938年） | 神苑朝                                         |
| 昭和14年（1939年） | 朝陽映島                                       |
| 昭和15年（1940年） | 迎年祈世                                       |
| 昭和16年（1941年） | 漁村曙                                         |
| 昭和17年（1942年） | 連峯雲                                         |
| 昭和18年（1943年） | 農村新年                                       |
| 昭和19年（1944年） | 海上日出 ※昭和天皇体調不良のため、歌会のみ中止 |
| 昭和20年（1945年） | 社頭寒梅                                       |
| 昭和21年（1946年） | 松上雪                                         |

| 昭和22年（1947年） | あけぼの                         |
| 昭和23年（1948年） | 春山                             |
| 昭和24年（1949年） | 朝雪                             |
| 昭和25年（1950年） | 若草                             |
| 昭和26年（1951年） | 朝空                             |
| 昭和27年（1952年） | （小鳥） ※貞明皇后喪中につき中止 |
| 昭和28年（1953年） | 船出                             |
| 昭和29年（1954年） | 林                               |
| 昭和30年（1955年） | 泉                               |
| 昭和31年（1956年） | 早春                             |
| 昭和32年（1957年） | ともしび                         |
| 昭和33年（1958年） | 雲                               |
| 昭和34年（1959年） | 窓                               |
| 昭和35年（1960年） | 光                               |
| 昭和36年（1961年） | 若                               |
| 昭和37年（1962年） | 土                               |
| 昭和38年（1963年） | 草原                             |
| 昭和39年（1964年） | 紙                               |
| 昭和40年（1965年） | 鳥                               |
| 昭和41年（1966年） | 声                               |
| 昭和42年（1967年） | 魚                               |
| 昭和43年（1968年） | 川                               |
| 昭和44年（1969年） | 星                               |
| 昭和45年（1970年） | 花                               |
| 昭和46年（1971年） | 家                               |
| 昭和47年（1972年） | 山                               |
| 昭和48年（1973年） | 子ども                           |
| 昭和49年（1974年） | 朝                               |
| 昭和50年（1975年） | 祭り                             |
| 昭和51年（1976年） | 坂                               |
| 昭和52年（1977年） | 海                               |
| 昭和53年（1978年） | 母                               |
| 昭和54年（1979年） | 丘                               |
| 昭和55年（1980年） | 桜                               |
| 昭和56年（1981年） | 音                               |
| 昭和57年（1982年） | 橋                               |
| 昭和58年（1983年） | 島                               |
| 昭和59年（1984年） | 緑                               |
| 昭和60年（1985年） | 旅                               |
| 昭和61年（1986年） | 水                               |
| 昭和62年（1987年） | 木                               |
| 昭和63年（1988年） | 車                               |
| 昭和64年（1989年） | （晴）昭和天皇崩御のため中止     |

#### 平成時代
| 平成2年（1990年）  | 晴 ※「昭和天皇を偲ぶ歌会」として、2月6日に催された。 |
| 平成3年（1991年）  | 森                                                   |
| 平成4年（1992年）  | 風                                                   |
| 平成5年（1993年）  | 空                                                   |
| 平成6年（1994年）  | 波                                                   |
| 平成7年（1995年）  | 歌                                                   |
| 平成8年（1996年）  | 苗                                                   |
| 平成9年（1997年）  | 姿                                                   |
| 平成10年（1998年） | 道                                                   |
| 平成11年（1999年） | 青                                                   |
| 平成12年（2000年） | 時                                                   |
| 平成13年（2001年） | 草                                                   |
| 平成14年（2002年） | 春                                                   |
| 平成15年（2003年） | 町                                                   |
| 平成16年（2004年） | 幸                                                   |
| 平成17年（2005年） | 歩み                                                 |
| 平成18年（2006年） | 笑み                                                 |
| 平成19年（2007年） | 月                                                   |
| 平成20年（2008年） | 火                                                   |
| 平成21年（2009年） | 生                                                   |
| 平成22年（2010年） | 光                                                   |
| 平成23年（2011年） | 葉                                                   |
| 平成24年（2012年） | 岸                                                   |
| 平成25年（2013年） | 立                                                   |
| 平成26年（2014年） | 静                                                   |
| 平成27年（2015年） | 本                                                   |
| 平成28年（2016年） | 人                                                   |
| 平成29年（2017年） | 野                                                   |
| 平成30年（2018年） | 語                                                   |
| 平成31年（2019年） | 光                                                   |

#### 令和時代
| 令和2年（2020年） | 望                                              |
| 令和3年（2021年） | 実 ※新型コロナウイルスの流行に伴い、3月に延期。 |
| 令和4年（2022年） | 窓                                              |
| 令和5年（2023年） | 友                                              |
| 令和6年（2024年） | 和                                              |
| 令和7年（2025年） | 夢                                              |

## 影響
茶道では初釜に干支とともに勅題にちなむ茶道具が選ばれる。また和菓子店では新年を祝う菓子として勅題菓子（お題菓子）が制作・発売される。

## 盗作疑惑問題
1962年1月15日、宮内庁は入選歌を盗作の疑いで取り消した。1963年にも同様の事件があった。